# Gare de Zurich Oerlikon
La gare de Zurich Oerlikon (en allemand : Bahnhof Zürich Oerlikon) est une gare située dans le quartier d'Oerlikon, dans le 11e arrondissement de Zurich. Elle est l'un des deux principaux nœuds des transports publics locaux et régionaux dans la partie nord de Zurich, l'autre étant la gare de l'aéroport de Zurich. La gare d'Oerlikon est une gare de jonction : les voies 1 et 2 sont sur la ligne Zürich-Winterthur, tandis que les voies 3 à 8 sont sur la ligne Oerlikon-Bülach. Le bâtiment de la gare, situé sur le côté des voies, est inscrit à l'inventaire suisse des biens culturels d'importance nationale et régionale.
Onze lignes du RER zurichois desservent la gare, ainsi que plusieurs lignes InterCity, InterRegio et RegioExpress. Avec environ 85 000 passagers par jour, Zürich Oerlikon est la septième gare ferroviaire la plus fréquentée de Suisse. Elle est également desservie par trois lignes de tramway et neuf lignes de bus locales.

## Histoire
Le 27 décembre 1855, la ligne d'Oerlikon à Winterthur via la gare de Wallisellen a été établie par les Chemins de fer du Nord-Est (Schweizerische Nordostbahn ou NOB), et une gare provisoire en bois a été construite par A. Beckh et Jakob Friedrich Wanner. L'année suivante, la ligne a été prolongée jusqu'à la gare centrale de Zurich par le tunnel de Wipkingen. Les lignes de Wallisellen à Uster (1856) et d'Oerlikon à Bülach via la gare de Glattbrugg (1865) ont suivi. L'ouverture de ces lignes a déclenché l'industrialisation d'Oerlikon et une croissance massive de la population. En particulier, la grande usine Maschinenfabrik Oerlikon s'est établie juste à l'ouest de la gare,.
En 1865, la gare en bois a été remplacée par un bâtiment en pierre. En 1877, le Chemin de fer National-Suisse (de) (Schweizerische Nationalbahn ou SNB) ouvrit la ligne ferroviaire du Furttal de Wettingen à Effretikon, en passant par les gares de Seebach et d'Opfikon. Cette ligne était conçue comme une liaison contournant Zurich pour le transport de marchandises et, bien qu'elle passait à proximité de la gare d'Oerlikon, elle ne la desservait pas. En 1878, la SNB devint déficitaire et fut reprise par la NOB. En 1881, une liaison entre la ligne Oerlikon-Bülach et la ligne du Furttal fut construite pour permettre aux trains de circuler d'Oerlikon à Opfikon. En 1909, une courbe fut ajoutée pour permettre aux trains de circuler d'Oerlikon à Seebach. En 1912, le bâtiment actuel de la gare a remplacé celui de 1865.

La gare dans les années 1950
En 1958.
En 1959.

En juin 1969, le tunnel de Käferberg fut ouvert, offrant une deuxième voie vers la gare centrale. En octobre 1979, la ligne d'Oerlikon passant sous l'aéroport de Zurich et rejoignant la ligne principale vers Winterthur à Bassersdorf (Flughafenlinie) a été ouverte, y compris une nouvelle station directement sous le terminal de l'aéroport. En juin 2014, le tunnel du Weinberg a été inauguré, offrant une troisième voie d'accès à la gare centrale.
Pour compléter l'ouverture du tunnel de Weinberg, l'infrastructure de la gare a été rénovée, avec la mise en place de deux voies de quai supplémentaires et la reconstruction des arrêts de bus et de tramway de la gare. Les quais et voies supplémentaires ont été construits sur le côté nord-ouest de la gare, en partie sur le terrain occupé par l'ancien immeuble de bureaux de Maschinenfabrik Oerlikon, datant de la fin du XIXe siècle et devenu un complexe de restaurants connu sous le nom de Gleis 9. En raison de son importance culturelle pour la région, les plans de démolition du bâtiment ont été rejetés, et le bâtiment de 6 200 tonnes a été déplacé de 60 mètres vers l'ouest sur des voies spécialement aménagées à cet effet. L'opération de ripage a eu lieu en mai 2012 et a duré 19 heures,.

## Service des voyageurs

### Desserte
La desserte est composée de : l'InterCity IC1 qui desserte Genève-Aéroport – Genève-Cornavin – Lausanne – Fribourg – Berne – Gare centrale de Zurich – Zurich Oerlikon – Zurich Aéroport – Winterthour – Wil – Uzwil – Flawil – Gossau – Saint-Gall ; les lignes InterRegio : IR13 Gare centrale de Zurich – Saint-Gall – Sankt Margrethen – Sargans – Landquart – Coire et IR36 Bâle CFF – Brugg – Gare centrale de Zurich – Zurich Aéroport ; le RegioExpress (RE) Zurich - Oerlikon - Bülach - Schaffhouse ; le :RER zurichois, lignes S2, S3, S6, S7, S8, S9, S14, S15, S16, S19, S21 et S24.

Installations et desserte
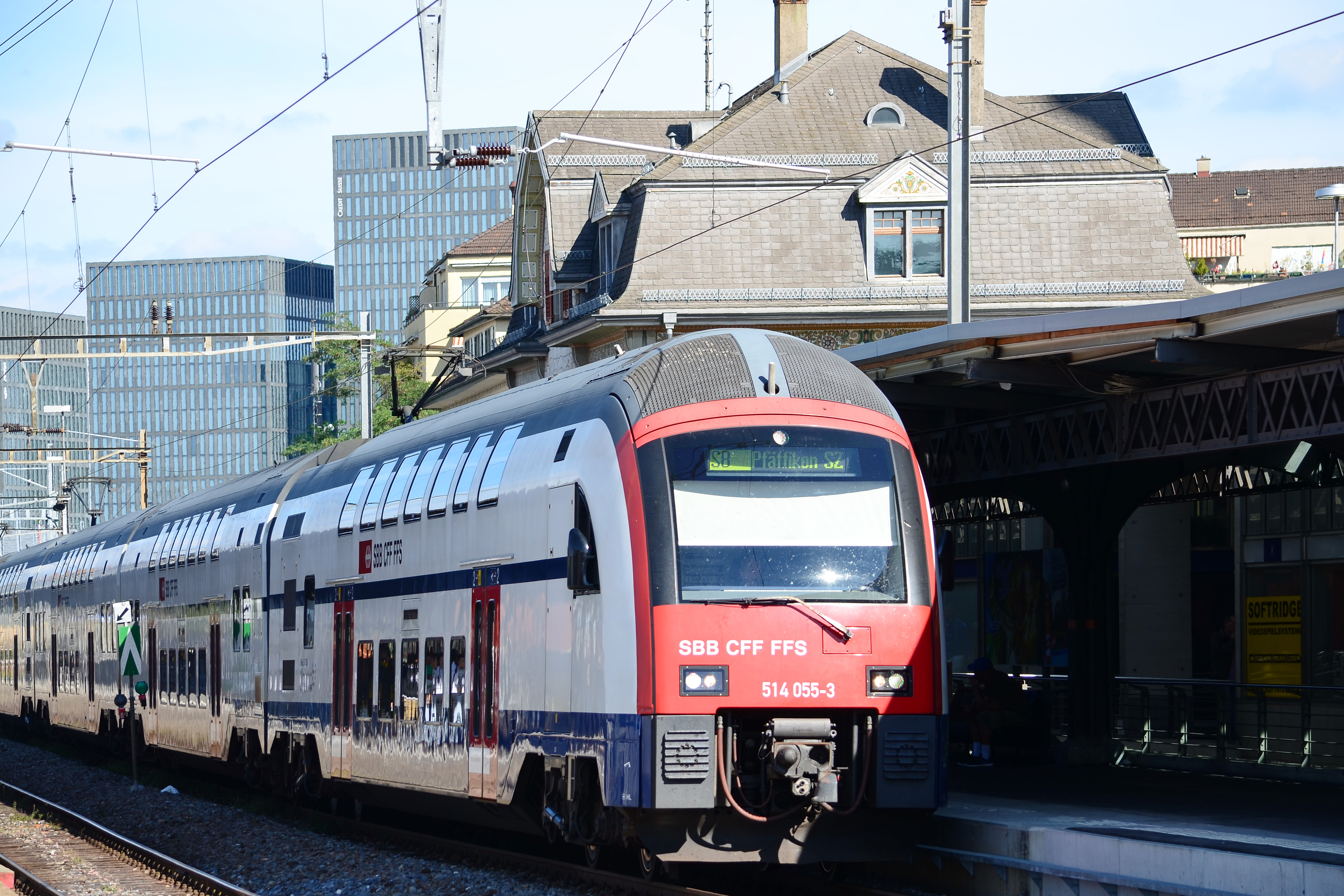
en 2013.
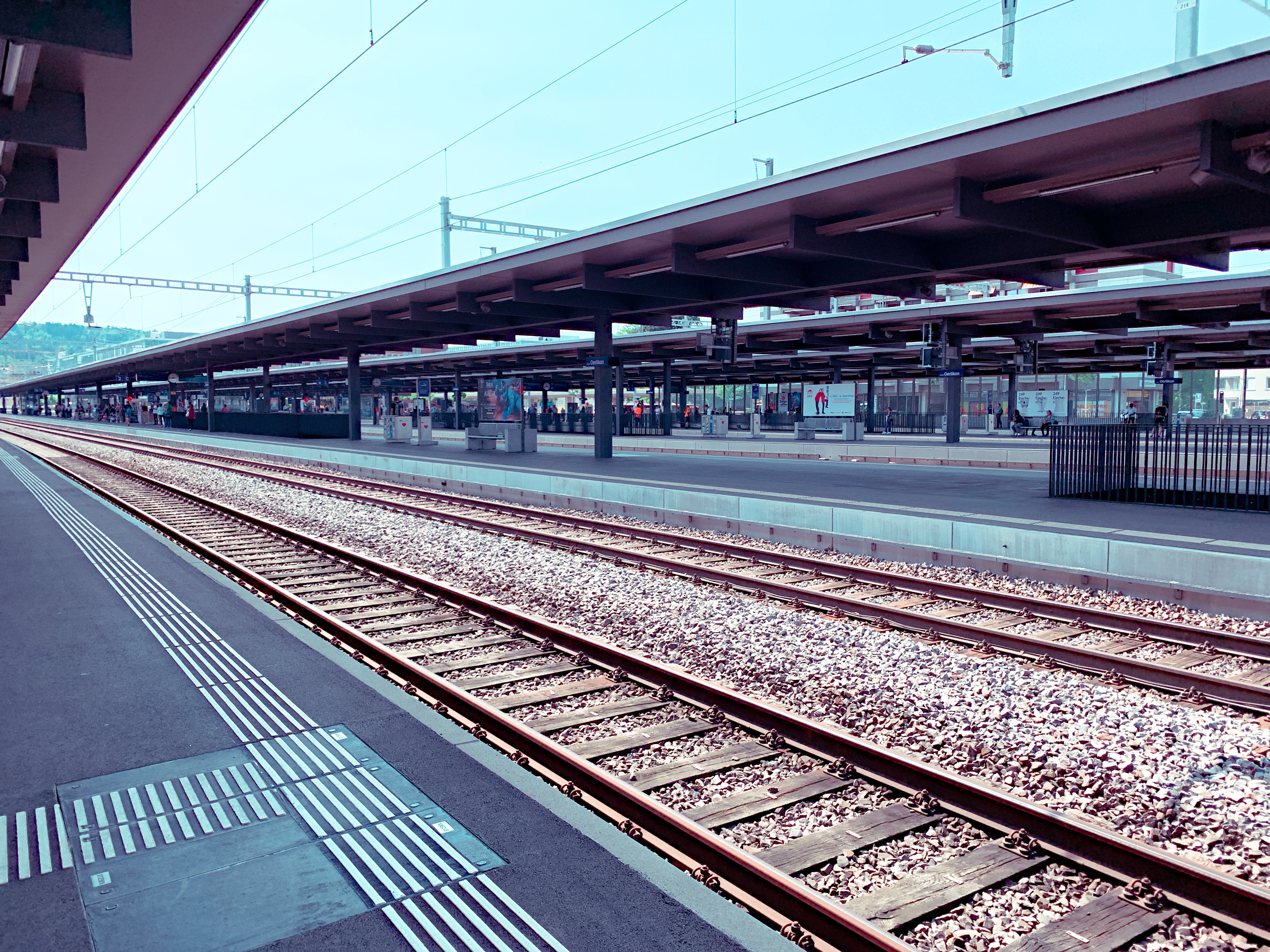
En 2019.
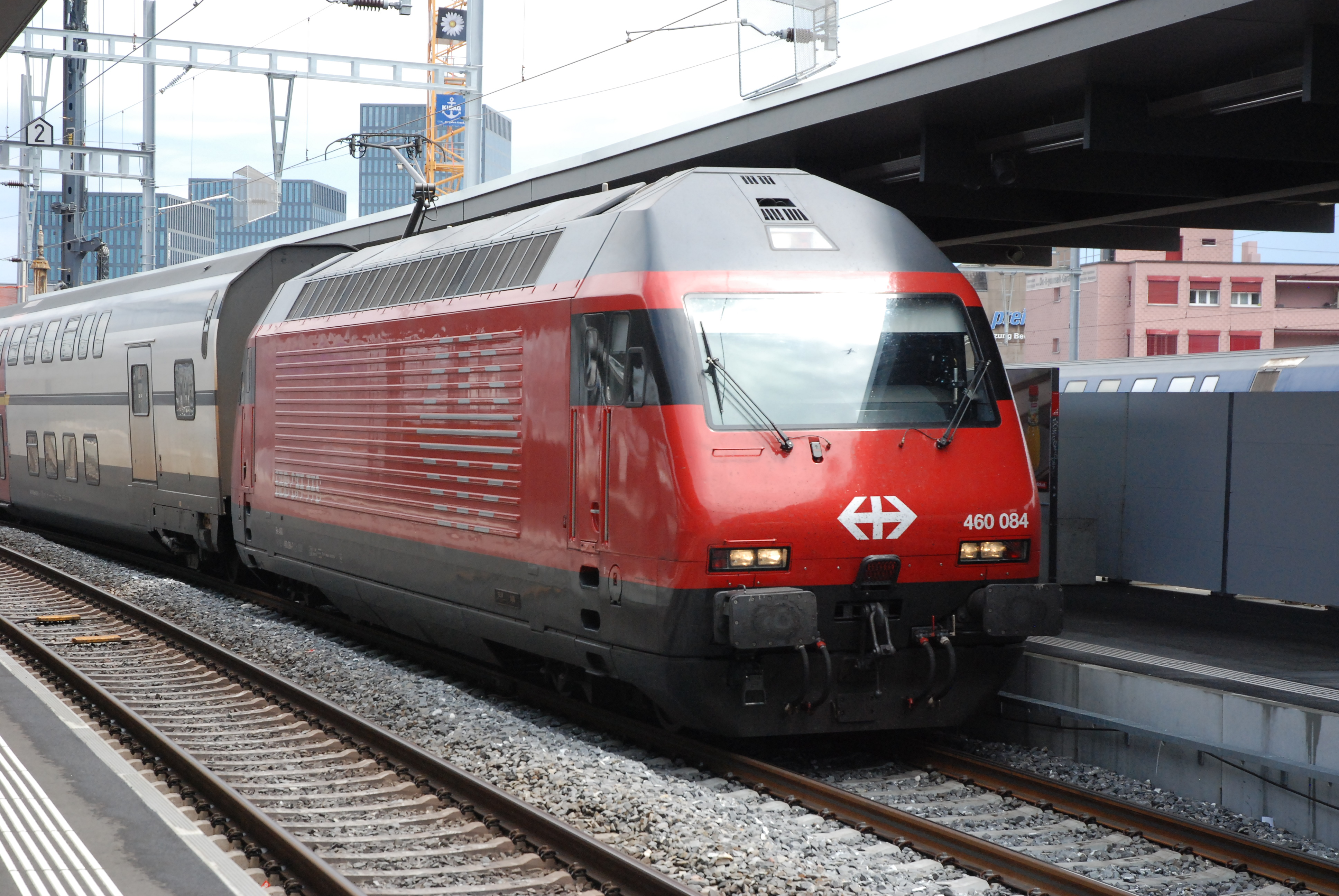
En 2017.

### Intermodalité
Les tramways du réseau de tramway de Zurich et le Glattalbahn (en) opèrent à partir d'un certain nombre d'arrêts des deux côtés de la gare, tout comme les bus de la Verkehrsbetriebe Zürich (VBZ) et du Glattalbus (en) (VBG) : Gare d'Oerlikon, au sud, à côté du bâtiment de la gare, via les passages souterrains ouest et est : Tram 11, lignes de bus VBZ 61, 62 et 74 plus lignes Glattalbus 768, 781 et 787 ; Gare d'Oerlikon Est, à l'est, via le passage souterrain est : Tram 10 et 14, bus VBZ  75 et Glattalbus 768, 781 et 787 ; Gare d'Oerlikon Nord, au nord, via le passage souterrain ouest : bus VBZ 64 et 80.